# 马达洛尼
马达洛尼（義大利語：Maddaloni），是意大利卡塞塔省的一个市镇。总面积36.53平方公里，人口38587人，人口密度1056.3人/平方公里（2009年）。ISTAT代码为061048。